# Copa Airlines
Copa Airlines är Panamas nationella flygbolag.
Bolaget ägs av Continental Airlines, och är en associerad medlem av Star Alliance. Bolaget var tidigare associerat till alliansen SkyTeam men lämnade för Star Alliance när Continental Airlines gjorde det.

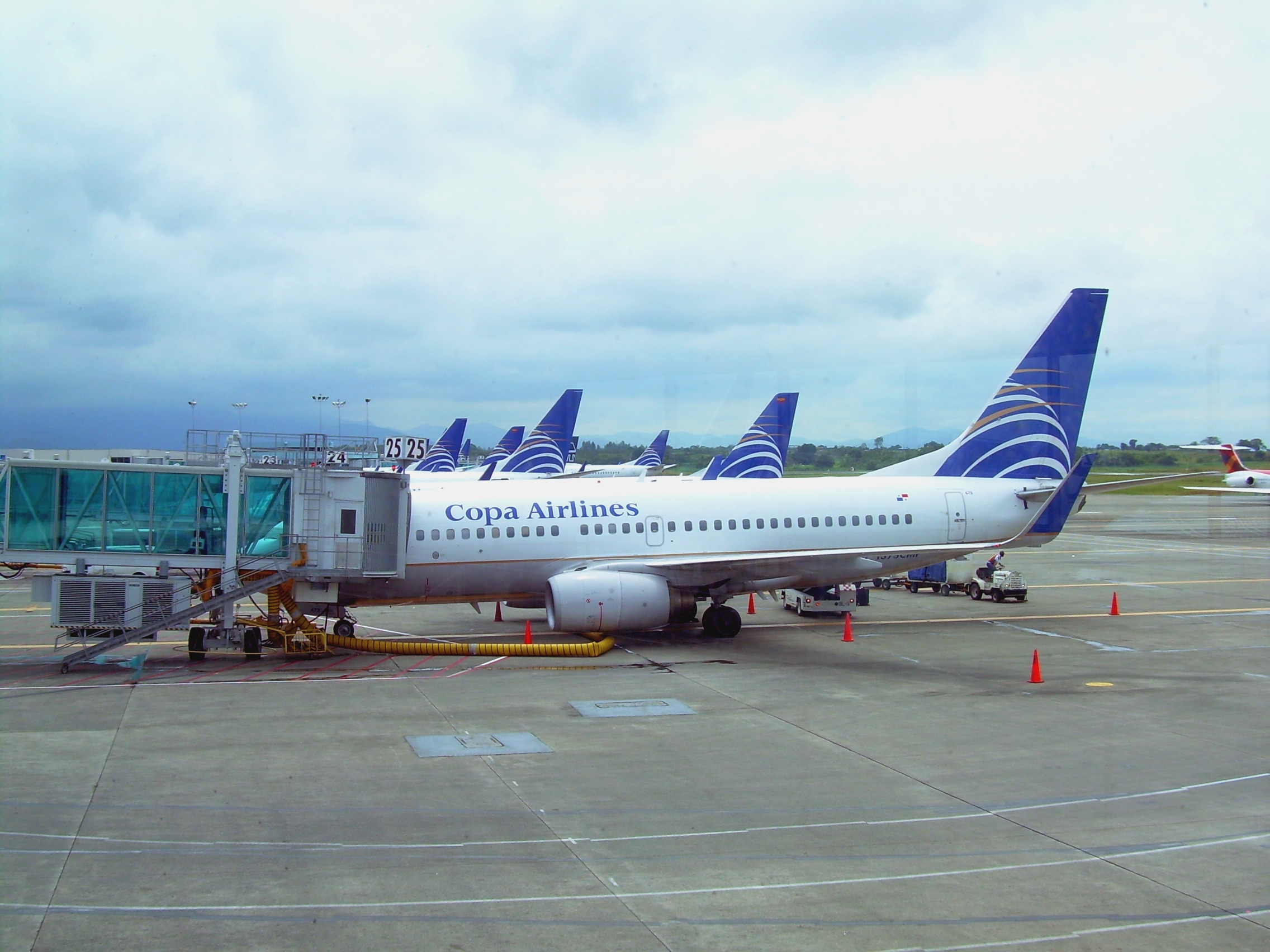
Copa Airlines Boeing 737

## Flotta
| Typ            | Antal | Motor      | Passagerare Business/Economy | Rutter                |
| -------------- | ----- | ---------- | ---------------------------- | --------------------- |
| Boeing 737-700 | 20    | CFM56-7B22 | (12/112) 124                 | Kort och medeldistans |
| Boeing 737-800 | 7     | CFM56-7B26 | (14/141) 155                 | Kort och medeldistans |
| Embraer 190    | 15    | CF34-10E6  | (10/84) 94                   | Kort och medeldistans |